# 羽幌駅

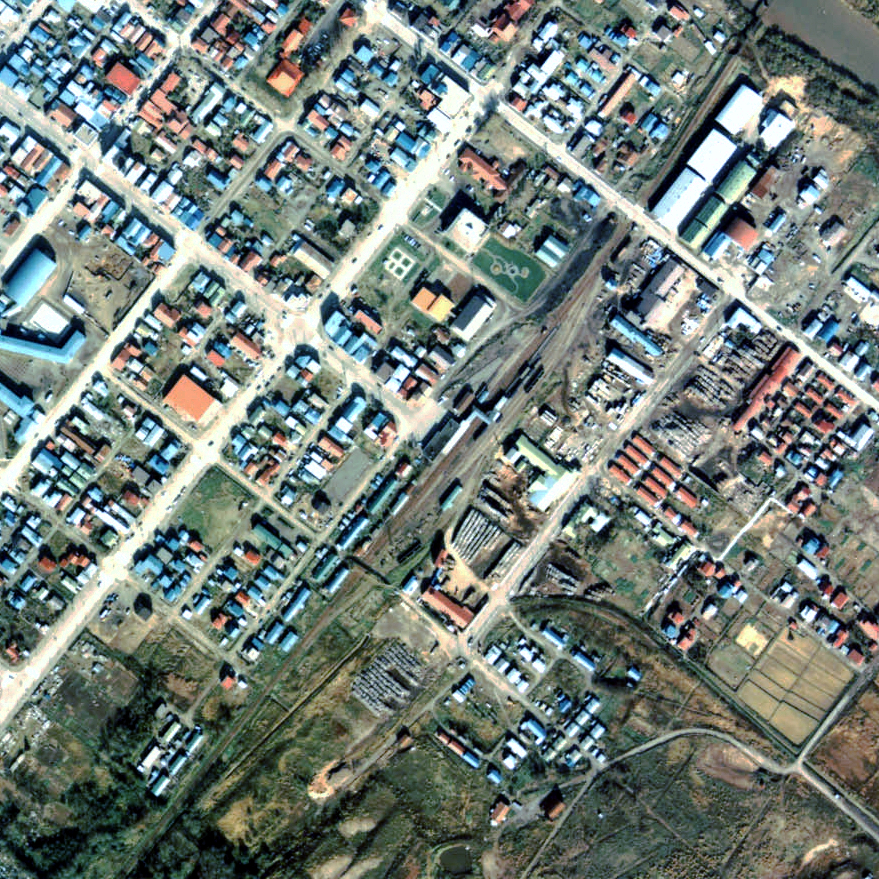
1977年の羽幌駅と周囲約750m範囲。右上が幌延方面。千鳥状にずれた国鉄型配線の2面3線を持ち、駅舎横に三角状の貨物ホームとその内外それぞれに引込み線、駅裏に多数の側線を有していた。駅舎はコンクリート製で、ホームは跨線橋で連絡しており、島ホーム上には待合室が見える。駅裏には木工場が並び、駅裏の南西側（左下側）には広い営林署のストックヤード（土場）が見える。このヤードへは、1963年まで羽幌川上流の上羽幌や奥羽幌から羽幌森林鉄道が乗り入れており、ヤードから右下へ90°のカーブを描いてかつての軌道跡が見える。羽幌駅はまた、天売、焼尻へのフェリー航路の玄関口としての役目を担っていた。

羽幌駅（はぼろえき）は、かつて北海道（留萌管内）苫前郡羽幌町南7条3丁目に設置されていた、日本国有鉄道（国鉄）羽幌線の駅（廃駅）である。電報略号はハホ。事務管理コードは▲121614。
1986年（昭和61年）10月まで運行されていた、急行「はぼろ」の停車駅であった。また、一時期は羽幌炭礦鉄道（1970年12月25日廃止）も当駅まで乗り入れていた。
羽幌線の廃止後、同所に設置された沿岸バスの羽幌ターミナル（はぼろターミナル）についてもここで記す。

## 歴史
- 1932年（昭和7年）9月1日 - 鉄道省羽幌線の古丹別駅 - 羽幌駅間延伸開通に伴い、開業[3]。一般駅[1]。
- 1941年（昭和16年）12月9日 - 羽幌駅 - 築別駅間延伸開通[4]に伴い、中間駅となる。
- 1949年（昭和24年）6月1日 - 公共企業体である日本国有鉄道に移管。
- 1984年（昭和59年）2月1日 - 貨物・荷物取扱い廃止[1]。
- 1987年（昭和62年）3月30日 - 羽幌線の全線廃止に伴い、廃駅となる[1]。

## 駅構造
廃止時点で、単式ホーム・島式ホーム（片面使用）複合型2面2線を有する地上駅で、列車交換可能な交換駅であった。互いのホームは、単式ホーム北側と島式ホーム南側を結ぶ跨線橋で連絡した。駅舎側単式ホーム（西側）が上下共用の1番線、島式ホーム（東側）が上りの2番線となっていた。ほかに貨物側線を多数有していた（1983年（昭和58年時点で島式ホームの外側に4線、1番線の幌延方から分岐し駅舎北側の切欠き部分の貨物ホームへの貨物側線を3線、そのほか構内南東側から専用線が1線分岐していた）。
職員配置駅となっており、駅舎は近代的な鉄筋造りで、構内の西側に位置し単式ホーム中央部に接していた。駅舎内に売店を有した。また「わたしの旅スタンプ」が設置されていた。

### 駅名の由来
当駅が所在する地名より。アイヌ語に由来するが諸説ある。

## 利用状況
- 1981年度（昭和56年度）の1日乗降客数は513人[5]。

## 駅周辺
- 北海道道747号上羽幌羽幌停車場線
- 北海道道547号羽幌港線
- 国道232号（天売国道/日本海オロロンライン）
- 道の駅ほっと♡はぼろ
- 羽幌町役場
- 羽幌警察署
- 羽幌郵便局
- 留萌信用金庫羽幌支店
- 北海道銀行羽幌支店
- 羽幌港 - 駅から約1.5km[5]。
- 北海道羽幌高等学校
- 羽幌中学校
- 羽幌小学校
- 羽幌町郷土資料館
- 北海道海鳥センター
- 羽幌町スポーツ公園
- 羽幌川

## 羽幌ターミナル

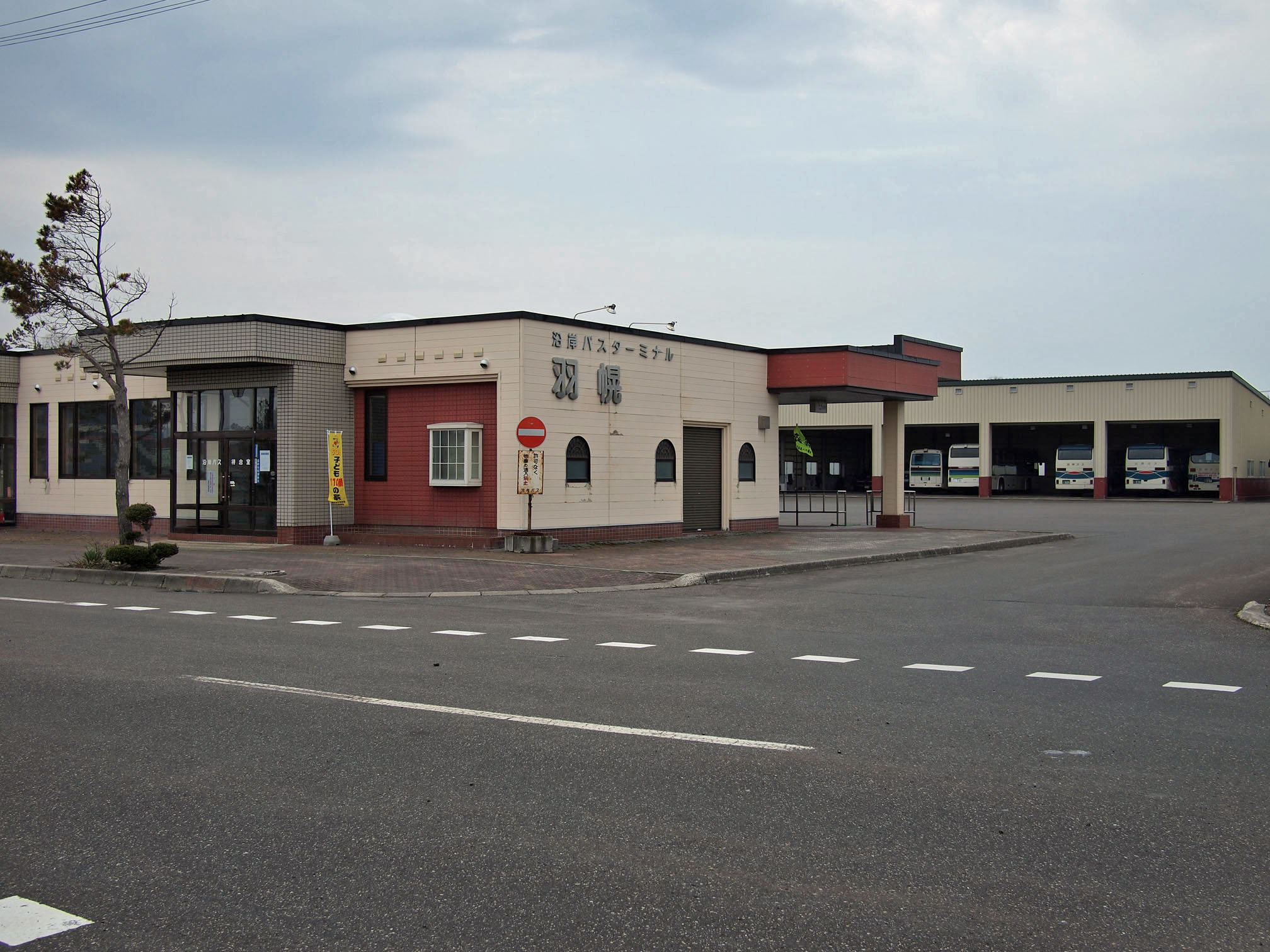
羽幌ターミナル

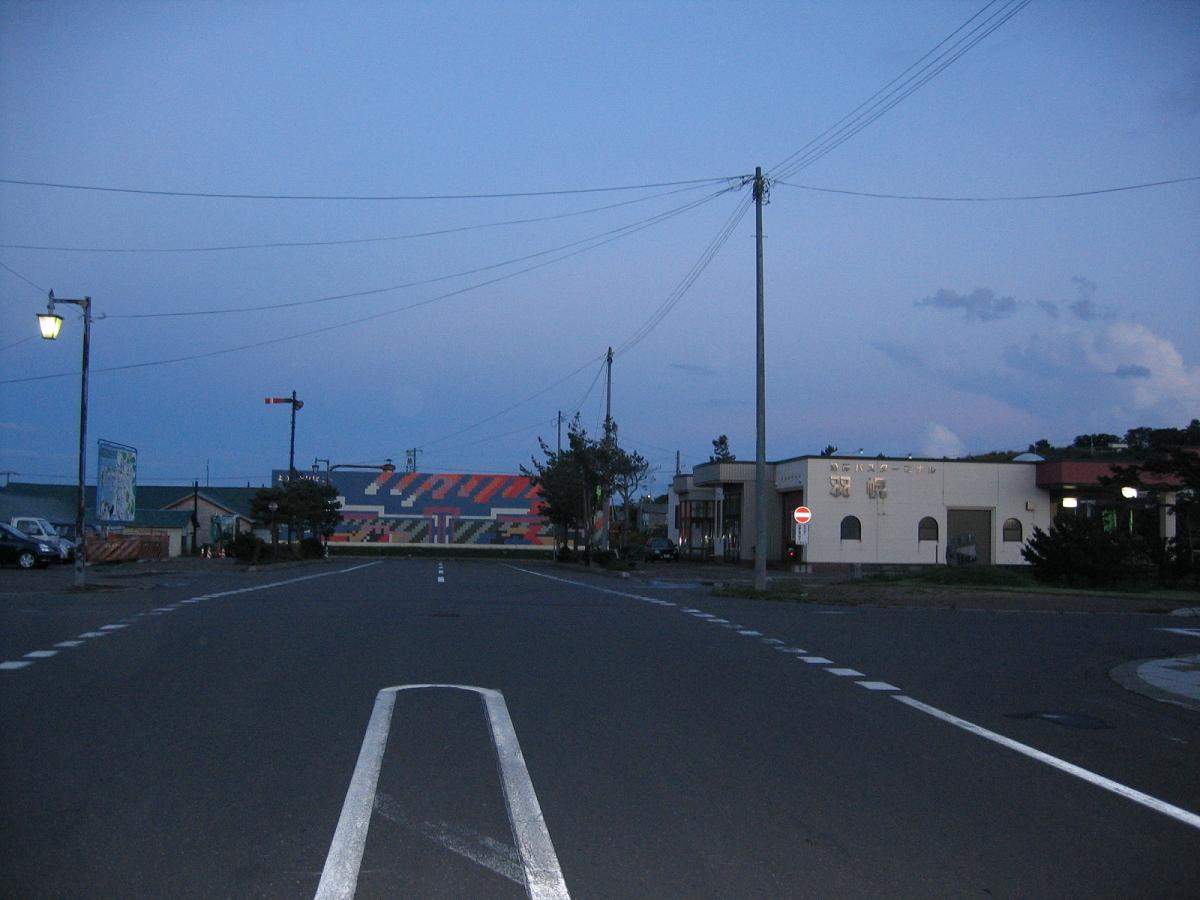
羽幌ターミナルへの道路。右手がターミナル

駅跡地に沿岸バスの「羽幌ターミナル」が設置されている。住所は羽幌町南7条4丁目。
1～5番のりばと車庫を有し、沿岸バスの都市間バス、路線バスと羽幌町から受託しているスクールバスが乗り入れる。従来は同町南3条2丁目の本社施設を羽幌ターミナルとして運用していたが、旧駅跡のバスターミナル設置に伴い「本社ターミナル」に改称のうえ引き続き使用している。隣接する町営駐車場を利用したパーク＆ライドも実施している。
上記の羽幌ターミナルのほか、駅舎跡地には羽幌地区をイメージしたタイル張りの壁が設置されている。また、旧駅前通りの歩道に腕木式信号機が移設設置されている。

## 隣の駅
日本国有鉄道
羽幌線
苫前駅 - <興津仮乗降場> - 羽幌駅 - 築別駅
かつて当駅と築別駅との間に下ノ滝仮乗降場（しものたきかりじょうこうじょう）が存在した（1956年（昭和31年）11月1日開業、1972年（昭和47年）2月8日廃止）。

## 羽幌森林鉄道
1942年（昭和17年）、羽幌川上流の森林資源を羽幌駅南側のストックヤード（土場）まで運搬する14kmの森林鉄道が、当時の帝室林野管理局旭川支局羽幌出張所の管轄として竣工し、初めて木材が直接駅へ運搬された。1947年（昭和22年）からは旭川営林局羽幌営林署の管轄となり、また、竣工以後毎年のように2-4km奥地へ延長され、1957年（昭和32年）に42㎞、最終的に総延長44㎞に達した。その間1954年（昭和29年）からは民間貨物の混合輸送も行っている。戦後の年間輸送量は、1956年（昭和31年）の9万石をピークに、平均約5万石であった。当初蒸気機関車2台と6tガソリン機関車1台で運行されたが、1951年（昭和26年）からディーゼル機関車に切り替えられ、1958年（昭和33年）の記録によれば5t車8台、6t車、7t車、9t車、10t車各1台ずつ計12台を保有していた。その後徐々にトラック輸送に切り替えられて、1963年（昭和38年）に全面廃止された。